# José Fernando Cubas
José Fernando Cubas (* 9. April 1981 in Asunción) ist ein paraguayischer Schachspieler.
Die paraguayische Einzelmeisterschaft konnte er 2001 gewinnen. Er spielte für Paraguay bei acht Schacholympiaden: 2000 bis 2006 und 2010 bis 2016. Außerdem nahm er einmal an der panamerikanischen Mannschaftsmeisterschaft (1995) in Cascavel teil.
Im Jahre 2002 wurde ihm der Titel Internationaler Meister (IM) verliehen. Der Großmeister-Titel (GM) wurde ihm 2011 verliehen.
| Hier fehlt eine Grafik, die leider im Moment aus technischen Gründen nicht angezeigt werden kann. Wir arbeiten daran! |